# Coppa Italia Primavera 1981-1982
La Coppa Italia Primavera 1981-1982 è stata la decima edizione del torneo riservato alle squadre giovanili iscritte al Campionato Primavera. Il detentore del trofeo era il Bari.
La vittoria finale è andata all'Avellino per la prima volta nella sua storia.